# Курдское имя
Курдская система имён во многом схожа с персидской и арабской. Существуют полные и сокращенные курдские имена, полное состоит из трёх основных элементов — имя, патроним и родовое имя.
Полное имя на примере может выглядит следующим образом: Dilgeşxanê Egît Erdelanî «Дилгаш-Хан, сын Агита из племени Ардалан». Помимо имени отца, могут еще быть добавлены имена дедов и прадедов.

## Именная формула

### Состав
- Имя — личное имя, даваемое традиционно при рождении бабушкой[2]. Часто имена сокращаются наполовину, оканчиваясь на -o (Evdo, Reso, Îsso, Ezo и т.д.).
  - Титул — почётное звание, встречаемое обычно у дворян (например, Cîhangîr Axa «Джангир-ага»).
  - Обращение — ныне (чаще неофициальное) дополнение к имени. Используется как проявление любви, доброты и уважения к собеседнику:
    1. Can «Душа» (для мужчин и женщин) — Ronî Can;
    2. Beg «Вождь» (для мужчин) — Berzo Beg;
    3. Xanim «Госпожа» (для женщин) — Rojda Xanim.
- Патроним — часть полного имени, при котором добавляют имя отца (реже еще деда, прадеда) через изафет -ê для мужчин и -a для женщин (например, Mîroyê Ûso «Миро, сын Усо»).
- Родовое имя — наследуется из поколения в поколение по мужской линии. Обычно исконная курдская фамилия заканчивается на -î. Фамилия может означать:

1. Племя, откуда происходит человек (например, Mistefayê Barzanî «Мустафа Барзанский», т.е. из племени Барзан);
2. Регион, откуда происходит человек (например, Şerefxanê Bidlîsî «Шараф-хан Бидлисский», т.е. из города Бидлис);
3. Почетное звание человека или его предка (например, Mêrtê Hecî «Мерт, совершивший паломничество в Мекку»);
4. Имя отца или предка (например, Qazî Siltanî «Кази Султанский», т.е. от имени Siltan).

### Модели
Могут использоваться две формы модели: полное имя и сокращенное (неполное):
- Модели, относящиеся к полной форме имени:
  1. Имя + Титул + Патроним + Родовое имя
  2. Имя + Патроним + Родовое имя

- Модели, относящиеся к сокращенной форме имени:

1. Имя
2. Имя + Титул
3. Имя + Титул + Родовое имя
4. Имя + Родовое имя
5. Имя + Обращение
6. Имя + Обращение + Родовое имя
7. Имя + Титул + Обращение
8. Имя + Патроним

## Происхождение
Наряду с исконно курдскими, корни имен по происхождению могут быть следующими:
- иранскими
- арабскими
- грузинскими
- русскими
- армянскими
- турецкими

## Список курдских имён
| Имя             | курдск.         | Значение                  |
| --------------- | --------------- | ------------------------- |
| Агир            | Agir            | огненный, пламенный       |
| Баран           | Baran           | дождливый                 |
| Азад            | Azad            | независимый, свободный    |
| Мардин / Мартин | Mardîn / Martîn | мужественный, храбрый     |
| Курдо           | Kurdo           | воинственный, героический |
| Делил           | Delîl           | доказанный                |
| Рожхат          | Rojhat          | вышедший из солнца        |
| Кардох          | Kardox          | в честь племен кардухов   |
| Горан           | Goran           | горный                    |

| Имя    | курдск. | Значение                                                   |
| ------ | ------- | ---------------------------------------------------------- |
| Гуля   | Gulê    | роза, цветок                                               |
| Авеста | Avesta  | в честь Авесты, — собрания священных текстов зороастрийцев |
| Рожда  | Rojda   | яркая, солнечная                                           |
| Джанан | Canan   | душа, сердце                                               |
| Навруз | Newroz  | новый день, в честь праздника навруз                       |
| Реванд | Revand  | кочевница                                                  |
| Делал  | Delal   | прекрасная, милая                                          |
| Рейхан | Rêxan   | базилик                                                    |
| Дилан  | Dîlan   | в честь одного из курдских народных танцев                 |